# 에스트렐라 마운틴 독

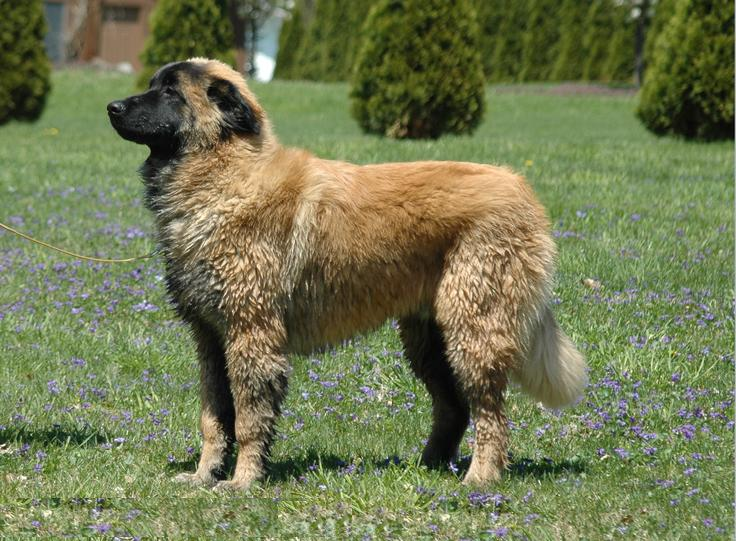
6개월 된 수컷

에스트렐라 마운틴 독(Estrela Mountain Dog, 포르투갈어: cão da Serra da Estrela)는 포르투갈의 이스트렐라산맥에 서식하는 큰 품종의 개이다. 이것들은 가축 떼와 농가를 보호하기 위해 사육되었으며 가족 애완동물로도 키우는 가축 보호견이다. "이베리아반도에서 가장 오래된 품종 중 하나"이다.

## 설명

### 털
에스트렐라 마운틴 독은 두 가지 털 유형으로 제공된다. 두 유형 모두 염소 털 질감과 유사한 털을 가지고 있다.
긴 털: 두껍고 약간 거친 바깥 털은 몸 바로 옆에 놓여 있으며 편평하거나 약간 물결칠 수 있지만 결코 곱슬거리지 않는다. 속털은 매우 촘촘하고 일반적으로 바깥털보다 색상이 더 밝다. 다리 앞부분과 머리 부분의 털은 짧고 매끄러워요. 귀털은 귀 밑 부분부터 끝까지 길이가 줄어든다. 목, 엉덩이, 꼬리, 다리 뒤쪽의 털이 길어져 목에 주름이 생기고, 엉덩이와 다리 뒤쪽에 바지가 생기고, 꼬리에 깃털이 생긴다. 수컷은 "사자 갈기"를 가질 수 있다.
짧은 털: 바깥 털은 짧고, 두껍고, 약간 거칠며, 더 짧고 촘촘한 밑털이 있다. 페더링은 비율에 맞게 이루어져야 한다.

### 색상
황갈색, 늑대 회색 및 노란색이며, 얼룩이 있거나 없거나, 털 전체에 흰색 표시 또는 검은색 음영이 있다. 모든 색상에는 어두운 안면 마스크가 있으며 검은색이 선호된다. 파란색 착색은 매우 바람직하지 않다.

### 크기
성숙한 수컷의 바람직한 키는 25½~28½인치이고 성숙한 암컷의 바람직한 키는 24½~27인치이다. 작업 환경이 양호한 성숙한 수컷의 체중은 88~110파운드이다. 작업 환경이 양호한 성숙한 암컷의 체중은 66~88파운드이다.